# Nowa Izbica
Nowa Izbica (Nowe Miasto Izbica) – dawniej samodzielne miasto, obecnie nieoficjalna część miasta Izbica Kujawska. Rozpościera się na zachód od izbickiej starówki, w rejonie nienazwanego placu między ulicami Narutowicza, 11 Listopada oraz i Żwirki i Wigury (dawnego rynku nowoizbickiego) oraz wzdłuż ulicy Nowomiejskiej na północ od niego. Z dniem 1 stycznia 2024 nazwa tej części miasta została zniesiona.

## Historia
Nowa Izbica otrzymała prawa miejskie w 1754 roku. Miasto powstało tuż obok Izbicy, a odległość między rynkiem Izbicy (dzisiejszy plac Wolności) a rynkiem Nowej Izbicy (obecnie nienazwany plac) wynosiła niespełna 100 m. Nową Izbicę włączono do Izbicy między 1791 a 1795 (róźne źródła podają różne daty).